# Hannah Dodd
Hannah Francesca Katie Dodd (* 17. Mai 1995 in Colchester) ist eine britische Schauspielerin und Model.

## Ausbildung
Dodd wuchs im englischen Leavenheath an der Grenze der Grafschaften Essex und Suffolk auf und besuchte im nah gelegenen Sudbury die auf darstellende Künste spezialisierte Ormiston Sudbury Academy für Schauspiel und Tanz. 2013 wurde sie im Original-Jahrgang Studentin am Evolution Foundation College, das jährlich ein Hannah-Dodd-Stipendium vergibt. Sie wurde dort „Student of the Year“ und wurde als zweite Patronin des College geehrt. Im Anschluss trainierte sie am London Studio Centre, wo sie 2017 den Abschluss machte.

## Karriere
Dodd tanzt, seit sie zwei Jahre alt ist; zu modeln begann sie ursprünglich nur, um ihr Tanztraining zu finanzieren.
Ihre Modelkarriere begann mit 16 Jahren, nachdem ein örtlicher Fotograf Bilder von ihr an Modelagenturen geschickt hatte, woraufhin sie bei Select Model Management aufgenommen wurde. 2014 war sie Teil einer Kampagne von Primark für Dessous und trat mit Romeo Beckham in einer Weihnachtswerbung für Burberry auf.
Ihr erster Schauspieljob nach dem College war 2018 eine Serienhauptrolle in Find me in Paris als Balletttänzerin. Eine weitere Serienrolle folgte in Harlots – Haus der Huren. 2022 erschien Dodd in der Serie Anatomie eines Skandals als jüngere Version der Rolle von Sienna Miller, in einer Prequel-Verfilmung von Blumen der Nacht sowie der Fortsetzung zu Enola Holmes als die historische Person Sarah Chapman. Außerdem wurde mit ihr für die dritte Staffel von Bridgerton die Rolle Francesca Bridgerton neubesetzt, die bis dahin von Ruby Stokes gespielt worden war.
Ihr West-End-Debüt gibt Dodd ab Mai bis September 2025 als Sally Bowles in Cabaret.

## Filmografie
- 2018–2019: Harlots – Haus der Huren (Harlots, Fernsehserie, 5 Episoden)
- 2018–2020: Find me in Paris (Fernsehserie, 54 Episoden)
- 2019: Fighting with My Family
- 2020: Pandora (Fernsehserie, Episode 2x02 Don't Think Twice, It's All Right)
- 2021: Eternals
- 2022: Anatomie eines Skandals (Anatomy of a Scandal, Fernsehserie, 4 Episoden)
- 2022: Flowers in the Attic: The Origin (Miniserie, 3 Episoden)
- 2022: Enola Holmes 2
- seit 2024: Bridgerton (Fernsehserie)
- 2024: The Road Trip (Fernsehserie, 3 Episoden)